# كريستوفر نولز
كريستوفر نولز (بالإنجليزية: Christopher Knowles)‏ هو رسام وشاعر أمريكي، ولد في 1959 في نيويورك في الولايات المتحدة.